# Lista över fornlämningar i Gotlands kommun (Mästerby)
Lista över fornlämningar i Gotlands kommun (Mästerby) är en förteckning av ett urval av de fornlämningar som finns i Mästerby i Gotlands kommun.
| Namn          | Lämningstyp                      | Tillkomsttid | Historisk indelning | Plats | Läge                 | ID-nr          | Bild                                      |
| ------------- | -------------------------------- | ------------ | ------------------- | ----- | -------------------- | -------------- | ----------------------------------------- |
| Mästerby 1:1  | Hög                              |              | Mästerby, Gotland   |       | 57.444963, 18.270325 | 10095300010001 | Ladda upp en bild av detta fornminne      |
| Mästerby 1:2  | Stensättning                     |              | Mästerby, Gotland   |       | 57.444870, 18.270652 | 10095300010002 | Ladda upp en bild av detta fornminne      |
| Mästerby 1:3  | Stensättning                     |              | Mästerby, Gotland   |       | 57.444702, 18.270378 | 10095300010003 | Ladda upp en bild av detta fornminne      |
| Mästerby 1:4  | Stensättning                     |              | Mästerby, Gotland   |       | 57.444870, 18.270060 | 10095300010004 | Ladda upp en bild av detta fornminne      |
| Mästerby 2:1  | Gravfält                         |              | Mästerby, Gotland   |       | 57.462064, 18.263625 | 10095300020001 | Ladda upp en bild av detta fornminne      |
| Mästerby 3:1  | Gravfält                         |              | Mästerby, Gotland   |       | 57.464196, 18.265055 | 10095300030001 | Ladda upp en bild av detta fornminne      |
| Mästerby 5:2  | Stensättning                     |              | Mästerby, Gotland   |       | 57.487370, 18.251089 | 10095300050002 | Ladda upp en bild av detta fornminne      |
| Mästerby 5:3  | Stensättning                     |              | Mästerby, Gotland   |       | 57.487237, 18.251135 | 10095300050003 | Ladda upp en bild av detta fornminne      |
| Mästerby 5:4  | Stensättning                     |              | Mästerby, Gotland   |       | 57.487034, 18.251282 | 10095300050004 | Ladda upp en bild av detta fornminne      |
| Mästerby 6:1  | Husgrund, förhistorisk/medeltida |              | Mästerby, Gotland   |       | 57.465962, 18.277922 | 10095300060001 | Ladda upp en bild av detta fornminne      |
| Mästerby 6:2  | Husgrund, förhistorisk/medeltida |              | Mästerby, Gotland   |       | 57.465503, 18.277631 | 10095300060002 | Ladda upp en bild av detta fornminne      |
| Mästerby 7:1  | Hällristning                     |              | Mästerby, Gotland   |       | 57.470026, 18.303644 | 11100000001382 | Ladda upp en bild av detta fornminne      |
| Mästerby 7:2  | Hällristning                     |              | Mästerby, Gotland   |       | 57.470026, 18.303643 | 11100000001383 | Ladda upp en till bild av detta fornminne |
| Mästerby 7:3  | Hällristning                     |              | Mästerby, Gotland   |       | 57.470022, 18.303645 | 11100000001384 | Ladda upp en till bild av detta fornminne |
| Mästerby 9:1  | Husgrund, förhistorisk/medeltida |              | Mästerby, Gotland   |       | 57.467525, 18.320499 | 10095300090001 | Ladda upp en bild av detta fornminne      |
| Mästerby 9:2  | Husgrund, förhistorisk/medeltida |              | Mästerby, Gotland   |       | 57.467498, 18.321519 | 10095300090002 | Ladda upp en bild av detta fornminne      |
| Mästerby 10:1 | Minnesmärke                      |              | Mästerby, Gotland   |       | 57.462739, 18.303243 | 10095300100001 | Ladda upp en till bild av detta fornminne |
| Mästerby 11:1 | Husgrund, förhistorisk/medeltida |              | Mästerby, Gotland   |       | 57.465112, 18.312852 | 10095300110001 | Ladda upp en bild av detta fornminne      |
| Mästerby 11:2 | Husgrund, förhistorisk/medeltida |              | Mästerby, Gotland   |       | 57.465311, 18.313602 | 10095300110002 | Ladda upp en bild av detta fornminne      |
| Mästerby 12:1 | Fornborg                         |              | Mästerby, Gotland   |       | 57.479597, 18.256388 | 10095300120001 | Ladda upp en bild av detta fornminne      |
| Mästerby 12:2 | Gravfält                         |              | Mästerby, Gotland   |       | 57.479597, 18.256388 | 10095300120002 | Ladda upp en bild av detta fornminne      |
| Mästerby 13:1 | Stensättning                     |              | Mästerby, Gotland   |       | 57.475156, 18.311599 | 10095300130001 | Ladda upp en bild av detta fornminne      |
| Mästerby 14:1 | Stensättning                     |              | Mästerby, Gotland   |       | 57.474703, 18.310524 | 10095300140001 | Ladda upp en bild av detta fornminne      |
| Mästerby 15:1 | Stensättning                     |              | Mästerby, Gotland   |       | 57.473941, 18.304593 | 10095300150001 | Ladda upp en bild av detta fornminne      |
| Mästerby 16:1 | Gravfält                         |              | Mästerby, Gotland   |       | 57.474796, 18.306350 | 10095300160001 | Ladda upp en bild av detta fornminne      |
| Mästerby 17:1 | Husgrund, förhistorisk/medeltida |              | Mästerby, Gotland   |       | 57.477268, 18.319103 | 10095300170001 | Ladda upp en bild av detta fornminne      |
| Mästerby 17:2 | Gravfält                         |              | Mästerby, Gotland   |       | 57.477931, 18.319285 | 10095300170002 | Ladda upp en bild av detta fornminne      |
| Mästerby 18:1 | Husgrund, förhistorisk/medeltida |              | Mästerby, Gotland   |       | 57.484287, 18.304843 | 10095300180001 | Ladda upp en bild av detta fornminne      |
| Mästerby 19:1 | Gravfält                         |              | Mästerby, Gotland   |       | 57.488483, 18.292928 | 10095300190001 | Ladda upp en bild av detta fornminne      |
| Mästerby 20:1 | Röse                             |              | Mästerby, Gotland   |       | 57.478876, 18.310508 | 10095300200001 | Ladda upp en bild av detta fornminne      |
| Mästerby 45:1 | Bildristning                     |              | Mästerby, Gotland   |       | 57.469341, 18.302368 | 10095300450001 | Ladda upp en till bild av detta fornminne |
| Mästerby 55:1 | Husgrund, förhistorisk/medeltida |              | Mästerby, Gotland   |       | 57.460483, 18.280249 | 10095300550001 | Ladda upp en bild av detta fornminne      |
| Mästerby 55:2 | Husgrund, förhistorisk/medeltida |              | Mästerby, Gotland   |       | 57.460137, 18.280283 | 10095300550002 | Ladda upp en bild av detta fornminne      |
| Mästerby 57:2 | Hällristning                     |              | Mästerby, Gotland   |       | 57.459807, 18.286579 | 11100000001036 | Ladda upp en bild av detta fornminne      |
| Mästerby 60:1 | Gravfält                         |              | Mästerby, Gotland   |       | 57.461865, 18.285049 | 10095300600001 | Ladda upp en bild av detta fornminne      |
| Mästerby 61:1 | Stensättning                     |              | Mästerby, Gotland   |       | 57.461201, 18.286031 | 10095300610001 | Ladda upp en bild av detta fornminne      |
| Mästerby 69:1 | Stensättning                     |              | Mästerby, Gotland   |       | 57.492688, 18.277566 | 10095300690001 | Ladda upp en bild av detta fornminne      |
| Mästerby 70:1 | Gravfält                         |              | Mästerby, Gotland   |       | 57.492222, 18.277453 | 10095300700001 | Ladda upp en bild av detta fornminne      |